# Le Mois de septembre
Le Mois de septembre est un roman de Frédérique Hébrard publié en 1956.

## Résumé
Fin août, Frédérique, 27 ans, revient au moulin de Chauvry. Elle peint leur fille Elizabeth, 3 ans. Un soir, elle invite Sandra, actrice italienne qu'elle soupçonne d'être amante de François, et des amis huppés. Un autre soir, ils l'invitent au restaurant. Le lendemain, Sandra vient préparer le repas chez eux. Puis le restaurant se répète. Sandra part. En septembre suivant, Frédérique pense à Sandra avec mélancolie.